# Duilio Herrera
Duilio Herrera Ibarra (Reynosa, México; 12 de noviembre de 2004) es un futbolista mexicano. Juega de delantero y su equipo actual es el Michigan Wolverines estadounidense.

## Trayectoria
Herrera entró a las inferiores del Rio Grande Valley FC en 2016, y fue promovido al primer equipo de la USL en 2022.

## Estadísticas
Actualizado al último partido disputado el 4 de junio de 2023.
| Club                             | Div.          | Temporada     | Liga  | Liga  | Copas nacionales | Copas nacionales | Copas internacionales | Copas internacionales | Total | Total |
| Club                             | Div.          | Temporada     | Part. | Goles | Part.            | Goles            | Part.                 | Goles                 | Part. | Goles |
| -------------------------------- | ------------- | ------------- | ----- | ----- | ---------------- | ---------------- | --------------------- | --------------------- | ----- | ----- |
| Rio Grande Valley Estados Unidos | 2.ª           | 2022          | 14    | 1     | 1                | 0                | —                     | —                     | 15    | 1     |
| Rio Grande Valley Estados Unidos | 2.ª           | 2023          | 9     | 0     | 1                | 0                | —                     | —                     | 10    | 0     |
| Rio Grande Valley Estados Unidos | Total club    | Total club    | 23    | 1     | 2                | 0                | 0                     | 0                     | 25    | 1     |
| Total carrera                    | Total carrera | Total carrera | 23    | 1     | 2                | 0                | 0                     | 0                     | 25    | 1     |